# Élection du conseil de Grenoble-Alpes Métropole de 2020
Ne doit pas être confondu avec Élections municipales de 2020 à Grenoble ou Élections municipales de 2020 dans l'Isère.
L'élection du conseil de Grenoble-Alpes Métropole a lieu les 15 mars et 28 juin 2020.

## Situation avant l'élection
Grenoble-Alpes Métropole compte 119 élus.

## Résultats

### Composition du conseil
| Groupe | Groupe                                                                       | Nombre de sièges | Présidence(s)                                                    |
| ------ | ---------------------------------------------------------------------------- | ---------------- | ---------------------------------------------------------------- |
|        | Une métropole d'avance (EÉLV, LFI, G.s, PA, DVG)                             | 39               | Céline Deslattes (Grenoble) et Francis Dietrich (Champ-sur-Drac) |
|        | Notre métropole commune (SE, DVG, DVD)                                       | 25               | Jean-Luc Corbet (Varces-Allières-et-Risset)                      |
|        | Arc des communes en transitions écologiques et sociales (PS, DVG)            | 15               | Souad Grand (Le Pont-de-Claix) et Bertrand Spindler (La Tronche) |
|        | Communes, coopération, citoyenneté (PCF, E!)                                 | 13               | Jean-Paul Trovero (Fontaine)                                     |
|        | Communes au cœur de la métropole (LR, UDI, DVD)                              | 11               | Dominique Escaron (Le Sappey-en-Chartreuse)                      |
|        | Métropole territoires de progrès solidaires (LREM, MoDem, DVC)               | 11               | Laurent Thoviste (Fontaine)                                      |
|        | Groupe d'opposition - Société civile, divers droite et centre (LR, UDI, DVD) | 4                | Alain Carignon (Grenoble)                                        |
|        | Non-inscrit (RN)                                                             | 1                |                                                                  |
| Total  | Total                                                                        | 119              |                                                                  |

### Election du président
Le président sortant est Christophe Ferrari, élu en 2014. L'élection du président du conseil se déroule les 17 et 18 juillet 2020. Christophe Ferrari est réélu après trois tours de vote.
| Candidats | Candidats          | Premier tour | Second tour | Troisième tour |
| --------- | ------------------ | ------------ | ----------- | -------------- |
|           | Christophe Ferrari | 51           | 51          | 62             |
|           | Yann Mongaburu     | 52           | 53          | 54             |
|           | Dominique Escaron  | 16           | 15          | retrait        |
|           | Bulletins blancs   | 0            | 0           | 3              |
| Total     | Total              | 119          | 119         | 119            |